# Rəşadət-Orden
Der Rəşadət-Orden (aserbaidschanisch: “Rəşadət” ordeni, auf Deutsch: Orden der Tapferkeit oder Tapferkeitsorden) ist ein Orden der Republik Aserbaidschan. Bei seiner Einführung Ende 2017 war er der fünfthöchste von zehn Orden der Republik Aserbaidschan. Er ist der zweithöchste Militärorden der Republik Aserbaidschan.

## Geschichte
Die Stiftung eines Rəşadət-Ordens für die Streitkräfte Aserbaidschans wurde als Erstes von der Azəri Press Agentliyi (APA) am 6. November 2017 bekannt gegeben. Am 17. November 2017 wurde in der Plenarsitzung des Milli Məclis (Nationalversammlung) ein entsprechender Gesetzentwurf von den Abgeordneten beraten und angenommen. Mit der Unterzeichnung des Dekrets Nr. 3442 durch Präsident İlham Əliyev am 4. Dezember 2017 trat das Gesetz Nr. 884-VQD vom 17. November 2017 „über die Änderung des Gesetzes der Republik Aserbaidschan ‚über die Einrichtung von Orden und Medaillen der Republik Aserbaidschan‘ im Zusammenhang mit der Gründung des ‚Rəşadət‘-Ordens der Republik Aserbaidschan“ in Kraft und der Rəşadət-Orden offiziell gestiftet.

## Verleihungskriterien und Tragweise
„Artikel 1. Auszuzeichnende Personen
1.1. Der ‚Rəşadət‘-Orden der Republik Aserbaidschan wird dem Militärpersonal der Streitkräfte der Republik Aserbaidschan verliehen:
1.1.1. für besondere Leistungen zur Gewährleistung der Unabhängigkeit, der territorialen Integrität und der Sicherheit der Republik Aserbaidschan;
1.1.2. für eine hohe Professionalität während Kampfhandlungen, die zur Herausgabe eines wichtigen oder strategischen Gebietes, einer Siedlung, eines Distrikts oder einer Stadt aus der Besetzung des Feindes führten;
1.1.3. für Mut und Tapferkeit in der Verhinderung von feindlichen Angriffen während der Verteidigung des Landes, der Befreiung der besetzten Gebiete, der Zerstörung des Feindes oder der Zerstörung der Kampfkraft des Feindes;
1.1.4. für Tapferkeit und entschlossene Handlungen in der wirklichen Gefahr für Leben und Gesundheit;
1.1.5. für besondere Leistungen bei der Rettung von Menschen in Notfällen oder extremen Bedingungen;
1.1.6. für besondere Leistungen bei der Gewährleistung der Sicherheit der Staatsgrenzen.
1.2. Der ‚Rəşadət‘-Orden der Republik Aserbaidschan wird in drei Klassen vergeben.
1.3. Der ‚Rəşadət‘-Orden 1. Klasse ist die höchste Klasse.
Artikel 2. Tragweise
Der ‚Rəşadət‘-Orden wird auf der linken Seite der Brust und in Anwesenheit anderer Orden und Medaillen der Aserbaidschanischen Republik nach dem ‚Azərbaycan-Bayrağı‘-Orden getragen.“

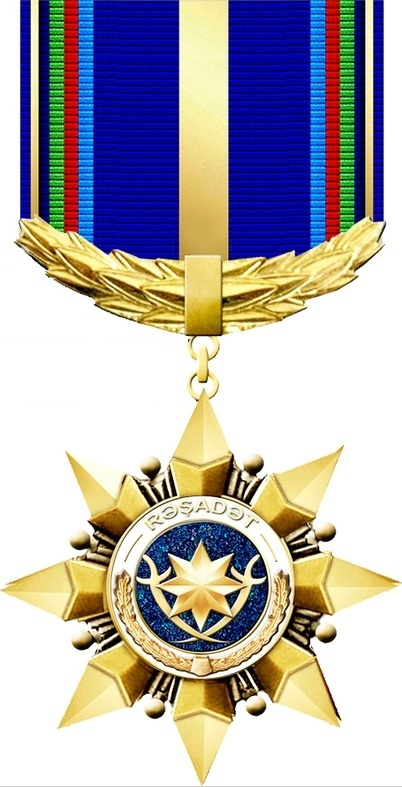
Rəşadət-Orden, 1. Klasse
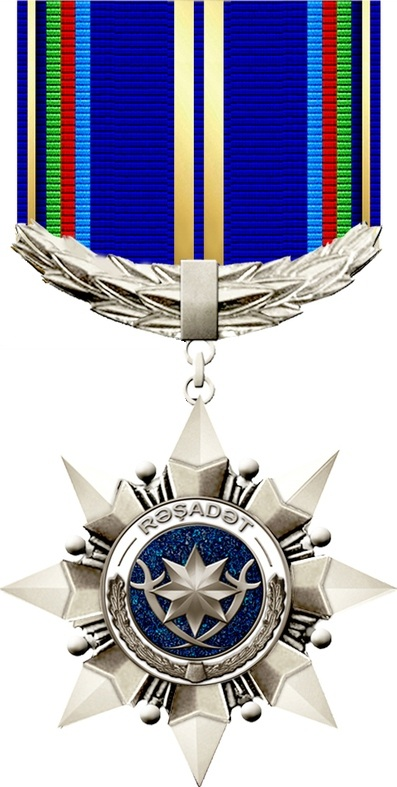
Rəşadət-Orden, 2. Klasse
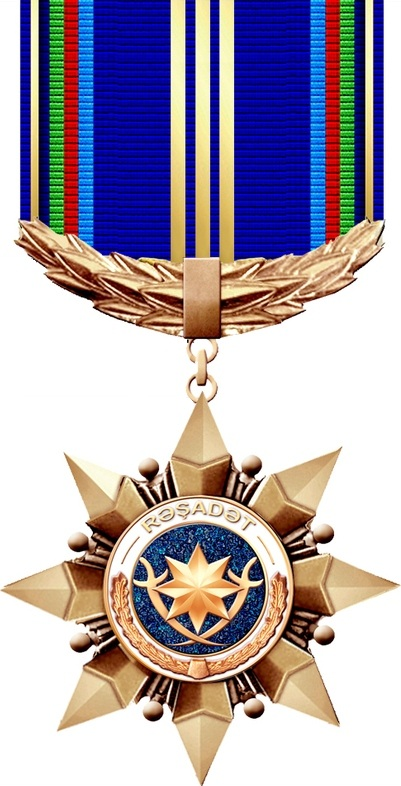
Rəşadət-Orden, 3. Klasse